# (7968) Эльст — Писарро
(7968) Эльст — Писарро (лат. Elst-Pizarro) — это астероид главного пояса, также известный как комета 133P/Эльста — Писарро. Объект был открыт 14 июля 1996 года бельгийским астрономом Эриком Эльстом на фотопластине, полученной Гвидо Писарро с помощью 1,0-метрового телескопа обсерватории Ла-Силья. И, первоначально, был описан как комета 18,3 m звёздной величины и небольшим узким хвостом, простирающимся на 1 ' угловую минуту в юго-западном направлении. Но на найденных архивных снимках, полученных ещё 24 и 25 июля 1979 года M. R. S. Hawkins, Робертом Макнотом и Шелте Басом, он выглядел как звёздоподобный объект 19,5 m и был идентифицирован как малая планета с временным обозначением 1979 OW7. Несмотря на официальный двойной статус, по правилам МАС, все подобные объекты в базах данных, фактически, проходят как астероиды.

Орбита астероида Эльст — Писарро и его положение в Солнечной системе

## Природа объекта
Вскоре после открытия, британский астроном Брайан Марсден рассчитал эллиптическую орбиту объекта, согласно которой он должен был пройти точку перигелия 16 апреля 1996 года на расстоянии 2,618 а. е. и иметь период обращения 5,605 года. Он сразу же отметил нетипичность данной орбиты для большинства комет — она обладала малым эксцентриситетом и фактически располагалась в главном поясе — между Марсом и Юпитером. При этом, практически при каждом приближение к Солнцу (1996, 2002 и 2007 годы), у астероида фиксировались проявления кометной активности в виде узкого газопылевого хвоста, который мог сохраняться на протяжении пяти месяцев, как это было в 2002 году. То есть гораздо дольше, чем этого можно было ожидать в случае выброса пыли в результате случайного столкновения. А учитывая крайне малую вероятность подобного столкновения, даже в поясе астероидов, остаётся прийти к выводу, что в данном случае имеет место постепенное испарение легколетучих соединений.
Обнаружение сублимации легколетучих веществ в главном поясе является событием уникальным, которое шло вразрез с существующими на тот момент представлениями о строении Солнечной системы. Дело в том, что существующие динамические модели эволюции орбит однозначно указывали на то, что Эльст — Писарро никак не мог прийти из пояса Койпера или облака Оорта, а значит, в отличие от других комет, образовался внутри пояса астероидов. Таким образом, астероид Эльст — Писарро стал первым членом совершенно нового уникального класса объектов — кометы главного пояса.
Ранее считалось, что значительные запасы льда могут сохраняться лишь на крупных астероидах, вроде Цереры, глубоко под поверхностью, где они защищены от воздействия солнечного тепла и ударов метеоритов, мелкие же астероиды должны были давно исчерпать запасы даже подповерхностного льда. Это натолкнуло астрономов на мысль, что Эльст — Писарро является частью именно такого крупного родительского тела. Если его разрушение произошло в относительно недавнем прошлом, то фрагменты из глубины родительского тела могли и по сегодняшний день сохранить в своём составе значительный запас летучих веществ. Одним из главных подтверждений в пользу этой гипотезы является то, что орбита данного тела по своим параметрам очень близка к орбитам астероидов семейства Фемиды, а данные последних тепловых моделей, свидетельствуют о возможности сохранения льда даже на малых телах, в неглубоких подповерхностных резервуарах, покрытых слоями пыли в несколько десятков метров толщиной. В таком случае проявление кометной активности может быть спровоцировано вскрытием глубинных слоёв астероида при падении крупного метеорита. И действительно, более поздние наблюдения 2013 года позволили установить, что выброс газа происходит не со всей поверхности астероида, а лишь из небольшой его части — около 200 метров в поперечнике, представляющей собой ударный кратер возрастом не более 100 млн лет.
Всего астрономам известно о восьми объектах, имеющих двойной астероидно-кометный статус: (2060) Хирон, (4015) Вильсон-Харрингтон, (60558) Эхекл, (118401) LINEAR, (323137) 2003 BM80, (300163) 2006 VW139 и (457175) 2008 GO98. Несколько лет назад астероид (3200) Фаэтон также рассматривался как возможный кандидат на вступление в эту группу. Обнаружение сразу несколько подобных объектов в главном поясе за относительно короткий промежуток времени свидетельствует об их большой распространённости в главном поясе. Гипотеза о том, что вода на Землю была занесена кометами из внешних областей Солнечной системы, известна давно. Однако изотопный анализ кометной воды в сравнении с океанской выявил серьёзное несоответствие в их составе. Таким образом, именно кометы главного пояса могут быть источниками земной воды.

## Миссия к астероиду
Для оценки количества воды, содержащейся в астероидах главного пояса, в 2015—2016 годах в рамках программы Cosmic Vision была предложена концепция миссии Castalia, которая должна была помочь разрешить тайну происхождения воды на Земле. Однако она так и не была принята к реализации, хотя команда миссии продолжает развивать её концепцию и научные цели. В настоящее время для целей этой миссии рассматривается возможность использовать китайский зонд Чжэнхэ, который планируют отправить к комете 133P/Эльст — Писарро в 2032 году, после исследованиями им квазиспутника Земли (469219) Камоалева. Запуск миссии запланирован на 2024 год. Запуск осуществлен 28 мая 2025 года.